# Laurent D'Jaffo
Laurent Mayaba D'Jaffo (Bazas, 5 de novembro de 1970) é um ex-futebolista beninense que jogava como atacante.

## Carreira
Revelado pelo Montpellier, D'Jaffo chegou ao clube aos 16 anos de idade, em 1986, e profissionalizou-se em 1991. Defendeu ainda o Chamois Niortais e o Red Star entre 1995 e 1997, quando mudou-se para o Reino Unido, onde jogou a maior parte da carreira. O clube mais destacado que o atacante jogou foi o Sheffield United, pelo qual atuou em 69 partidas entre 2000 e 2002, com 11 gols feitos no total. Ele também vestiu as camisas de Ayr United, Bury, Stockport County, Aberdeen e Mansfield Town, onde se aposentou em 2004.
Posteriormente, virou empresário de jogadores e também trabalhou como olheiro no Sheffield United.

## Seleção Beninense
Francês de nascimento, D'Jaffo mudou-se para a África aos 2 anos, porém regressou ao país natal aos 14. 
Atuou em 3 jogos pela Seleção do Benin entre 2002 e 2004, ano em que disputou a Copa das Nações Africanas, realizada na Tunísia. A única partida disputada por ele foi contra o Marrocos, que venceu por 4 a 0; o atacante entrou 27 minutos do segundo tempo, no lugar do meia Alain Gaspoz.

## Títulos
Montpellier
- Copa da Liga Francesa: 1 (1992)